# Gerald du Maurier
Pour les articles homonymes, voir Du Maurier.
Gerald du Maurier est un acteur de théâtre et scénariste britannique né le 26 mars 1873 à Hampstead (Londres, Royaume-Uni), et mort le 11 avril 1934 à la même localité. Il est le fils de l'illustrateur et écrivain britannique George du Maurier, et le père des romancières Angela du Maurier (1904-2002) et Daphne du Maurier (1907-1989), et de la peintre Jeanne du Maurier (1911-1997).  
Acteur très populaire à son époque, Gerald du Maurier est surtout connu pour avoir interprété le capitaine Crochet dans la première version scénique de Peter Pan (1904) de J. M. Barrie.
Avec Franck Curzon, il co-dirige le Windham's Théâtre de 1910 à 1925 puis ils travaillent au St James Theatre.
Il continue d'être acteur toute sa vie.

## Filmographie

### comme acteur
- 1917 : Everybody's Business : Tom Briton
- 1917 : Masks and Faces : Hunsdon
- 1917 : Justice : Falder
- 1920 : Unmarried : le révérend Roland Allington
- 1930 : Escape : le capitaine Matt Denant
- 1932 : Lord Camber's Ladies : le docteur Napier
- 1933 : The Scotland Yard Mystery : Commissioner Stanton
- 1933 : J'étais une espionne (I Was a Spy) : le docteur
- 1934 : The Rise of Catherine the Great : Lecocq
- 1934 : Le Juif Süss : Wessensee